# 효성도서관
효성도서관은 인천광역시 계양구에 있는 공립 도서관이다.

## 연혁
- 2008년 7월 14일 준공.
- 2008년 7월 24일 개관.